# 영산강 자전거길
영산강 자전거길은 담양댐과 영산강하구둑을 잇는 자전거도로이다.

## 같이 보기
- 낙동강 자전거길
- 한강 자전거길
- 금강 자전거길